# جون كوبينز
جون كوبينز (بالإنجليزية: John Cubbins)‏ (حوالي 1827 - حوالي 1894) كان رجل أعمال أمريكي من مدينة ممفيس، بولاية تينيسي، وقد خدم في مجلس الشيوخ لولاية تينيسي خلال انعقاد الدورة رقم 36 للجمعية العامة لولاية تينيسي (1869 - 1871) بصفته نائبًا عن «حزب العمل الديمقراطي». كما ورد ذكر اسمه بصيغة جون كوبين في العديد من الوثائق القانونية، وذلك نظرًا لأن هذه كانت التهجئة الأصلية لهذا الاسم في جزيرة مانكس (Manx). وإضافة الحرف "s" للاسم كانت محاولة لأمركته.

## الخلفية
مسقط رأسه هو جزيرة مان (Isle of Man)، حيث كان كوبينز رجل أعمال يمتلك مصنع طوب يقع في مدينة ممفيس، وهو مصنع جون كوبينز وشركاه (John Cubbins & Co.). وقام جون بافتتاح مصنع آخر لتصنيع ملح البارود أو ما يسمى بنترات البوتاسيوم في مقاطعة سيرسي، بولاية أركنسو عام 1861 بعد اندلاع الحرب الأهلية الأمريكية، حين كان الطلب على البارود في ارتفاع متزايد.

## في مجلس الشيوخ
تم انتخابه من المنطقة رقم 25 لمجلس الشيوخ (مقاطعة فايت ومقاطعة شيلبي)، وتم تكليفه باللجان الدائمة المختصة بالتمويل والمالية والوسائل والسبل، والتي تُنَى بالتحسينات الداخلية ومصالح السجون والزراعة والمصنوعات. وقد دعم انتخاب النائب الديمقراطي هنري كوبر على حساب الرئيس السابق للولايات المتحدة أندرو جونسون بصفته عضو في مجلس الشيوخ الأمريكي في عام 1869.

## بعد مجلس الشيوخ الأمريكي
كان جون رئيس شركة كهرباء ممفيس أثناء فترة انتشار وباء الحمى الصفراء الذي تسبب في إخلاء المدينة من سكانها.
وفي يناير 1897، قام ابنه جيه إف كوبينز، الوريث والمنفذ الأول لتركته، بالإعلان في مجلة الاتحاد ساعيًا للبحث عن ابن كوبينز الآخر، توماس (مهندس سكة حديد). في هذا الوقت، صرح جيه إف أن جون كان قد توفي «منذ عامين».